# ジャライルタイ・イェスル
ジャライルタイ・イェスル(モンゴル語: J̌arairtai Yesür,? - ？)とは、13世紀初頭にチンギス・カンに仕えたジャライル部出身の千人隊長の一人。
『元史』などの漢文史料では也速兀児(yĕsùwùér)、『集史』などのペルシア語史料ではجلایرتای　یسور(jalāīrtāī yīsūr)と記される。

## 概要
ジャライルタイがチンギス・カンに仕えるようになった経緯などは不明であるが、1206年にモンゴル帝国が建国された際には帝国の幹部層たる千人隊長に任ぜられている。『元朝秘史』には名前が記されていないものの、『集史』「チンギス・カン紀」の「千人隊長一覧」では左翼10番目の千人隊長として記録されている。
モンゴル帝国第2代皇帝オゴデイは金朝を征服した後、征服地を「投下領」として諸王・勲臣に分配した(丙申年分撥)が、この時ジャライルタイは「左手九千戸」の一人「イェスウル(Yesür＞yĕsùwùér/也速兀児)」名義で河間路寧津県に領地・領民を与えられている。

## 子孫
『集史』「チンギス・カン紀」によると、ジャライルタイの子孫にはフレグ・ウルスに仕えたクルト(Kurt>kūrt/کورت)という人物がおり、アルグンの息子エセン・テムルのオルド長を務めていたが、後に大元ウルスに使者として派遣されたという。